# WTA-toernooi van Sopot
Het WTA-toernooi van Sopot was een tennistoernooi voor vrouwen dat van 1998 tot en met 2004 plaatsvond in de Poolse badplaats Sopot. De officiële naam van het toernooi was Prokom Open.
De WTA organiseerde het toernooi, dat vanaf 1999 in de categorie "Tier III" viel en werd gespeeld op gravel.
Er werd door 32 deelneemsters per jaar gestreden om de titel in het enkelspel, en door 16 paren om de dubbelspeltitel. Aan het kwalificatietoernooi voor het enkelspel namen 32 speelsters deel, met vier plaatsen in het hoofdtoernooi te vergeven.
In de jaren 2001 tot en met 2004 werd tegelijkertijd het ATP-toernooi van Sopot gehouden.

## Meervoudig finalistes enkelspel
| speelster        | in de jaren |
| ---------------- | ----------- |
| Henrieta Nagyová | 1998*, 2002 |
| Gala León García | 2000, 2001  |
| Klára Koukalová  | 2003, 2004  |

* gewonnen finale

## Finales

### Enkelspel
| Datum      | Naam               | Cat.     | ($)     | Winnares                | Verliezend finaliste | Uitslag        |         |
| ---------- | ------------------ | -------- | ------- | ----------------------- | -------------------- | -------------- | ------- |
| 1998-07-27 | Prokom Polish Open | Tier IV  | 107.500 | Henrieta Nagyová        | Elena Wagner         | 6-3, 5-7, 6-1  | details |
| 1999-07-12 | Prokom Polish Open | Tier III | 180.000 | Conchita Martínez       | Karina Habšudová     | 6-1, 6-1       | details |
| 2000-07-17 | Idea Prokom Open   | Tier III | 170.000 | Anke Huber              | Gala León García     | 7-6, 6-3       | details |
| 2001-07-23 | Idea Prokom Open   | Tier III | 170.000 | Cristina Torrens Valero | Gala León García     | 6-2, 6-2       | details |
| 2002-07-21 | Idea Prokom Open   | Tier III | 300.000 | Dinara Safina           | Henrieta Nagyová     | 6-3, 4-0, opg. | details |
| 2003-07-28 | Idea Prokom Open   | Tier III | 300.000 | Anna Pistolesi          | Klára Koukalová      | 6-2, 6-0       | details |
| 2004-08-09 | Idea Prokom Open   | Tier III | 300.000 | Flavia Pennetta         | Klára Koukalová      | 7-5, 3-6, 6-3  | details |

### Dubbelspel
| Datum      | Naam               | Cat.     | ($)     | Winnaressen                                  | Verliezend finalistes                      | Uitslag  |         |
| ---------- | ------------------ | -------- | ------- | -------------------------------------------- | ------------------------------------------ | -------- | ------- |
| 1998-07-27 | Prokom Polish Open | Tier IV  | 107.500 | Květa Hrdličková Helena Vildová              | Åsa Carlsson Seda Noorlander               | 6-3, 6-2 | details |
| 1999-07-12 | Prokom Polish Open | Tier III | 180.000 | Laura Montalvo Paola Suárez                  | Gala León García María Sánchez Lorenzo     | 6-4, 6-3 | details |
| 2000-07-17 | Idea Prokom Open   | Tier III | 170.000 | Virginia Ruano Pascual Paola Suárez          | Åsa Carlsson Rita Grande                   | 7-5, 6-1 | details |
| 2001-07-23 | Idea Prokom Open   | Tier III | 170.000 | Joannette Kruger Francesca Schiavone         | Joelija Bejhelzymer Anastasia Rodionova    | 6-4, 6-0 | details |
| 2002-07-21 | Idea Prokom Open   | Tier III | 300.000 | Svetlana Koeznetsova Arantxa Sánchez Vicario | Jevgenia Koelikovskaja Jekaterina Sysojeva | 6-2, 6-2 | details |
| 2003-07-28 | Idea Prokom Open   | Tier III | 300.000 | Tetjana Perebyjnis Silvija Talaja            | Maret Ani Libuše Průšová                   | 6-4, 6-2 | details |
| 2004-08-09 | Idea Prokom Open   | Tier III | 300.000 | Nuria Llagostera Vives Marta Marrero         | Klaudia Jans Alicja Rosolska               | 6-4, 6-3 | details |

## Trivia
- Op deze locatie werd in de periode 1993–2001 tevens het ITF-toernooi van Sopot gehouden.
- Het mannentoernooi van de ATP in Sopot werd gehouden in de periode 2001–2007.

1998 · 1999 · 2000 · 2001 · 2002 · 2003 · 2004
ITF-toernooien (mannen en vrouwen)

ATP-toernooien (mannen) – ATP-seizoen 2025

WTA-toernooien (vrouwen) – WTA-seizoen 2025

Voormalige toernooien mannen
Voormalige toernooien vrouwen
Voormalige amateurtoernooien